# Jadwiga Grabda
Jadwiga Grabda, z domu Siwak (ur. 27 października 1907 w Warszawie, zm. 20 listopada 1981 w Szczecinie) – zoolog, parazytolog

## Życiorys
Wykształcenie średnie zdobyła w Liceum Handlowym Żeńskim Julji Jankowskiej-Statkowskiej w Warszawie. W 1926 rozpoczęła studia na wydziale filozoficznym Uniwersytetu Warszawskiego. Dyplom magistra filozofii uzyskała w 1932. Ukończyła także roczne Studium Pedagogiczne na Uniwersytecie Warszawskim. W latach 1933–1939 pracowała jako nauczycielka przyrody w szkołach średnich, a także w Instytucie im. N. Nenckiego (1933) i Państwowym Muzeum Zoologicznym (1934). Odbyła staże w stacjach biologicznych nad Morzem Czarnym (w Konstancy i Warnie). W tym okresie poślubiła zoologa Eugeniusza Grabdę. Lata II wojny światowej spędziła z rodziną w Puławach. Po wojnie, od 1946 do 1954 pracowała jako adiunkt w placówkach oddziału Instytutu Weterynaryjnego w Bydgoszczy, a przez rok wykładała parazytologię na Uniwersytecie Mikołaja Kopernika w Toruniu. W latach 1954–1967 kierowała terenową Pracownią Chorób Ryb zakładu Higieny Weterynaryjnej w Olsztynie. W 1963 obroniła na Uniwersytecie Warszawskim pracę doktorską „Cykl życiowy i morfogeneza Lernaea cyprinacea L.”. Po przeniesieniu się wraz z mężem do Szczecina pracowała jako adiunkt w Zakładzie Chorób Ryb Morskich Akademii Rolniczej w Szczecinie.

## Badania naukowe
W latach 1967–1974 prowadziła badania widłonogów pasożytujących u ryb morskich. Dla rybactwa i przetwórstwa rybnego ważne okazały się obserwacje nad larwami III stadium nicienia Anisakis simplex powodującego anisakidozę – groźną chorobę ryb, m.in. śledzi. W latach 1973–1976 zbadała i opisała biologię tego gatunku oraz ustaliła warunki, w których zachowuje on żywotność w przetworach rybnych. Wyniki badań pozwoliły na wprowadzenie rygorystycznych przepisów dotyczących procedury technologicznej w polskim przemyśle konserw rybnych. Dodatkowym osiągnięciem tych badań było ustalenie w 1974, że w okresie jesienno-wiosennym na Bałtyk wpływają z Morza Północnego ławice śledzia zachodniego silnie zarażonego anisakidozą.

## Wybrane publikacje
Jadwiga Grabda napisała ponad 100 prac z zakresu parazytologii, z których część zaginęła podczas stanu wojennego. Współpracowała przy powstawaniu „Katalogu fauny Polski”.
- Ancyrocephalus vistulensis sp.n. un nouveau trematode parasite du silure (Silurus glanis L.). Bull: Acad. Pol. Sci. Lett. Serie B. Sciences Nat. 11,  s. 669-679, 1932
- Słownik zoologiczny. Państwowe Zakłady Wydawnictw Szkolnych Warszawa 1952 (wsp. Eugeniusz Grabda)
- Les parasites internes du rat musque - Ondatra zibethica L. des environs de Bydgoszcz /(Pologna). Acta Parasit. Pol. 2, 2, s. 17-38, 1954
- Obserwacje nad lerneozą pstrągów. Med. Wet. 5, s. 257-260, 1956
- Zdrowotność ryb w potoku Trzebiocha. Roczn. Nauk Roln. 93, D, s. 445-459, 1961.
- Stan badań nad fauną pasożytów ryb w Polsce. Wiadomości Parazytologiczne 9, 4, s. 317-323, 1963
- Cykl rozwojowy i morfogeneza Lernaea cyprinacea L. Acta Parasitologica Polonica 11, s. 70-198, 1963
- Pasożyty krągłoustych i ryb. PWN Warszawa, Wrocław 1971
- Zarys morskiej parazytologii rybackiej. Akademia Rolnicza w Szczecinie, 1977
- Zarys parazytologii ryb morskich. PWN Warszawa 1981. ISBN 8301033509
- Studies on survival and development in vitro of Anisakis simplex stage 3 larvae in time. Acta Ichthyologica et Piscatoria 12(1), s. 69-77, 1982 (dostęp 22.10.2023)
- Studies on viability and infectivity of Anisakis simplex stage III larvae in fresh salted and spiced Baltic herring. Acta Ichthyologica et Piscatoria 13(2), s. 117-129, 1983 (dostęp 22.10.2023)

## Odznaczenia i nagrody
- Złoty Krzyż Zasługi
- srebrna odznaka „Zasłużony Pracownik Morza”[2]
- Nagroda Ministra Nauki i Szkolnictwa Wyższego II stopnia[3]